# Vicente Romero "Mariscal"
Vicente "Mariscal" Romero (Isla Cristina, Huelva, 20 de marzo de 1948), también conocido como el Mariskal Romero, es un periodista, productor y locutor de radio español, actualmente director de la revista "La Heavy" y del portal de internet MariskalRock.com.
A mediados de los años '70 promovió el rock en castellano, bajo el lema Viva el rollo, y ha incursionado él mismo como intérprete eventualmente, mayormente versionando clásicos del rock & roll.

## Carrera
"Mariscal" Romero fue pionero de la radio y prensa musical de rock en España desde principios de los años '70, con el programa "Musicolandia", y desde las páginas de la revista "Disco Expres".
A lo largo de los años ha trabajado en diferentes estaciones de radio españolas y de otros países, como Argentina, con diferentes espacios y patrocinadores.
Ha realizado el programa "Ciudades del Mundo", por Radio Nacional de España, y colaborado con las emisoras europeas Radio Luxemburgo y BBC.
En 1975 hizo su primera aparición discográfica en un recopilatorio de rock español titulado Viva el Rollo, su grito de guerra por excelencia. En el LP, editado por Gong, subsello de Movieplay, figuraban grupos como Indiana, Volumen, Moon y unos incipientes Burning.
Mariscal aportó dos versiones, en este caso, con "Jumpin' Jack Flash" y "Honky Tonk Women", clásicos de sus amados Rolling Stones.
En los años '70 creó el sello discográfico «Chapa Discos», ubicado en la madrileña Avenida de Cantabria, compañía de gran actividad en el ámbito del rock urbano y temprano heavy metal de la Transición y post-Transición española, lanzando gran cantidad de artistas como Tequila, Leño, Ñu, Cucharada, Moris, Burning, Barón Rojo, Kaka de Luxe, Topo, Asfalto, Bloque o los veteranos Tapiman de Max Sunyer, entre otros.
Al mismo tiempo colaboró como productor y mánager de algunos de los citados artistas, grabando él mismo un disco, en el que también aparecieron otros nombres del repertorio «Chapa»: Zumo de radio, editado en 1980.
A fines del mismo año realizó una "maratón" de 48 horas de emisión ininterrumpida en Radio Centro de Madrid, a las pocas horas del asesinato de John Lennon. Del mismo modo, durante los años '80 se desempeña como director de los Estudios Mediterráneo de Ibiza.
Famoso por sus declaraciones polémicas y ácidas, Romero señaló que los protagonistas de la llamada movida madrileña eran "pijos" e "hijos de papá" que recibieron el apoyo del PSOE, ya que eran menos peligrosos que, según él, los trabajadores del rock.
Romero considera que el rock fue uno de los protagonistas de la Transición española, pero que después se quiso obviar esto.
Respecto a los medios gráficos, a principios de los '80 creó la revista "Heavy Rock", que actualmente se publica con el nombre de "La Heavy", y más tarde la edición española de la inglesa "Kerrang!", así como el mensual "Rock & Gol", nombre heredado de su programa radiofónico homónimo.
Por otra parte, también ha realizado programas en las FM de Onda Cero de España y Rock & Pop de Argentina, y ha efectuado colaboraciones puntuales en diferentes países donde se distribuyen las revistas que dirige.
Actualmente mantiene su portal en internet, "MariskalRock.com", desde donde transmite su propio programa en vivo, y protagoniza un programa nocturno en Rock FM llamado "El decálogo de Mariskal".